# Erioptera amabilis
Erioptera amabilis là một loài ruồi trong họ Limoniidae. Chúng phân bố ở miền Australasia.